# Mariana Rios (álbum)
Mariana Rios é o álbum homônimo de estreia da cantora e atriz Mariana Rios, lançado em 8 de setembro de 2009 pela Som Livre.

## Desenvolvimento
O álbum foi predominantemente autoral, uma vez que Mariana Rios compôs treze das quinze faixas. A produção ficou por conta do músico Rogério Vaz, tendo como base o gênero pop rock.

## Recepção comercial
Ao todo o álbum vendeu 35 mil cópias.

## Lista de faixas
| Versão padrão |                        |                                               |         |  |
| N.º           | Título                 | Compositor(es)                                | Duração |  |
| 1.            | "Discurso"             | Mariana Rios                                  | 4:06    |  |
| 2.            | "Tom Falso"            | Rios                                          | 4:04    |  |
| 3.            | "Insônia"              | Rios, Rogério Vaz, Marcelo Álvares            | 3:51    |  |
| 4.            | "Apenas um Sorriso"    | Rios, Vaz, William Bruno                      | 4:10    |  |
| 5.            | "Realizar Você"        | Rios, Bruno                                   | 4:12    |  |
| 6.            | "Depressa"             | Rios                                          | 3:59    |  |
| 7.            | "Branco Preto"         | Rios, Vaz, Bruno                              | 3:32    |  |
| 8.            | "Bom Começo"           | Rios, Bruno                                   | 3:01    |  |
| 9.            | "Te Ter pra Quê"       | Rios, Diogo Guanabara                         | 3:12    |  |
| 10.           | "Sólido"               | Rios, Bruno                                   | 3:43    |  |
| 11.           | "Eu Não Vou Te Deixar" | Rios                                          | 3:54    |  |
| 12.           | "Se Tiver Coragem"     | Tais Alvarenga                                | 3:31    |  |
| 13.           | "50 Graus"             | Luiz Schiavon, Luciana Cardoso, Nil Bernardes | 3:33    |  |
| 14.           | "Quebra Cabeça"        | Rios, Bruno                                   | 4:13    |  |
| 15.           | "Fácil de Levar"       | Rios, Bruno                                   | 3:29    |  |